# Hans Åkerstrand
Hans Olof Åkerstrand, född 19 mars 1924 i Nikolai församling i Örebro, död där 20 augusti 2005, var en svensk tjänsteman, grafiker och tecknare.
Han var son till grosshandlaren E Åkerstrand och Anna Eriksson och gift med Gun Johansson. Åkerstrand är i det närmaste autodidakt som konstnär och bedrev självstudier under resor till Frankrike, Spanien och Portugal. Tillsammans med Gerry Eckhardt ställde han ut i Alingsås 1954 och han medverkade i samlingsutställningar arrangerade av Örebro läns konstförening, Sveriges allmänna konstförening och Grafiska sällskapet. Han medverkade i Nationalmuseums utställning Unga tecknare och utställningen Tio Närkekonstnärer. Hans konst består av kompositioner av konkret och abstrakt slag samt verklighetsavbildningar och stilleben utförda i olja samt teckningar i tusch. Som illustratör medverkade han i tidskriften Folket i Bild. Åkerstrand är representerad i Gustav VI Adolfs samling och Örebro läns museum.